# Kościół św. Michała Archanioła w Szalowej
Kościół św. Michała Archanioła w Szalowej – rzymskokatolicki kościół parafialny z pierwszej połowy XVIII wieku. 
Kościół w Szalowej znajduje się na szlaku architektury drewnianej województwa małopolskiego i uznawany jest za jeden z najcenniejszych drewnianych barokowych kościołów w Polsce. Obiekt o charakterze bazylikowym unikatowym na skalę europejską. 23 listopada 2017 prezydent RP wpisał kościół na listę pomników historii.

## Historia
Kościół został wzniesiony w 1736 lub 1739 roku wg projektu nieznanego architekta dzięki staraniom ówczesnego właściciela wsi Krzysztofa Jordana i proboszcza szalowskiego Wojciecha Stefanowskiego. Poświęcony był w 1756 roku. Remontowany: w 1808 roku, uzupełniono polichromię; w 1911, dachy kościoła pokryto blachą oraz w latach 1952–1954. W 2012 roku rozpoczęto w kościele i jego otoczeniu prace remontowo-konserwatorskie finansowane przez Ministerstwo Kultury i Dziedzictwa Narodowego. Oszalowano ściany i dachy pokryto gontem.

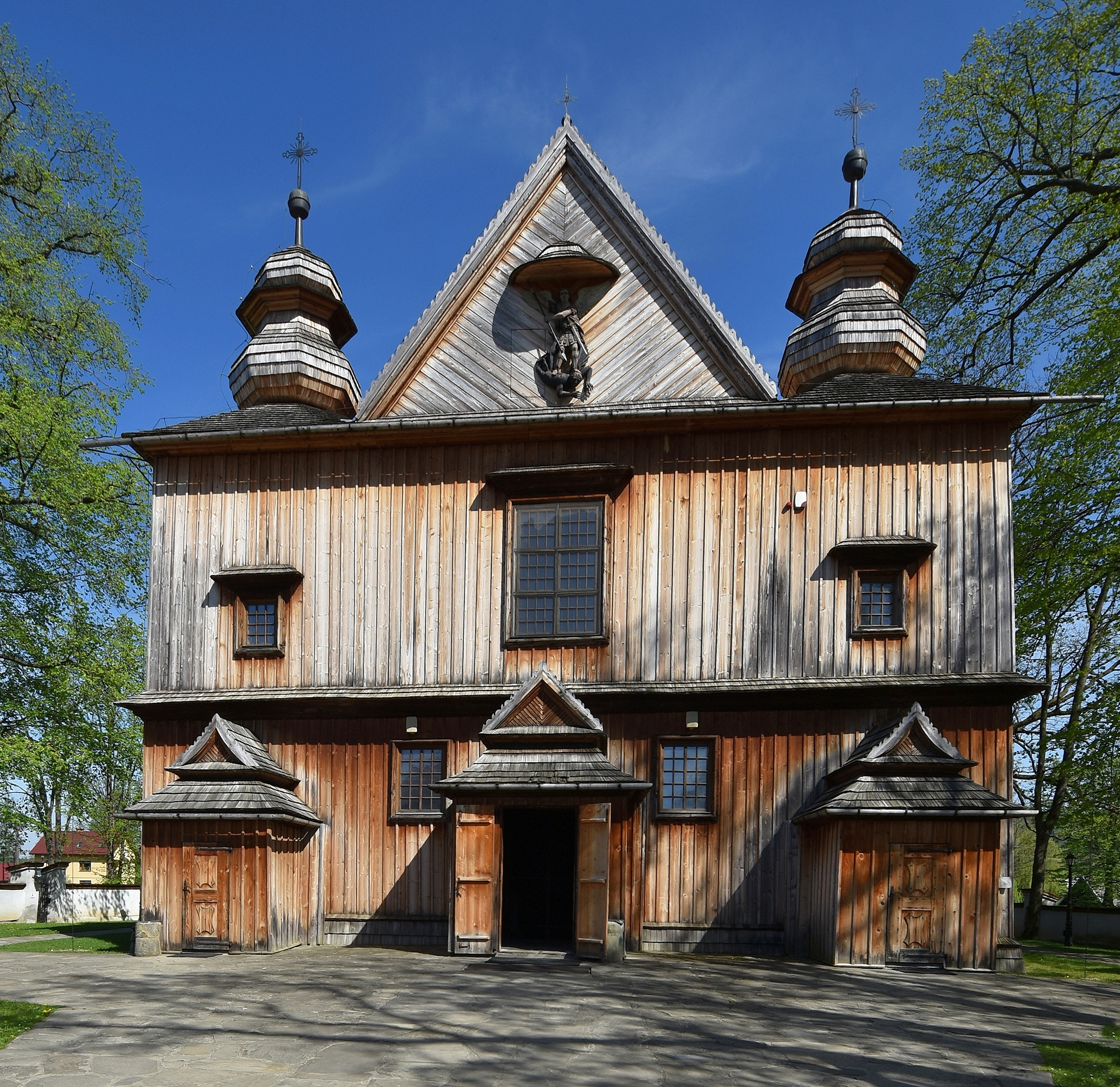
Widok od frontu
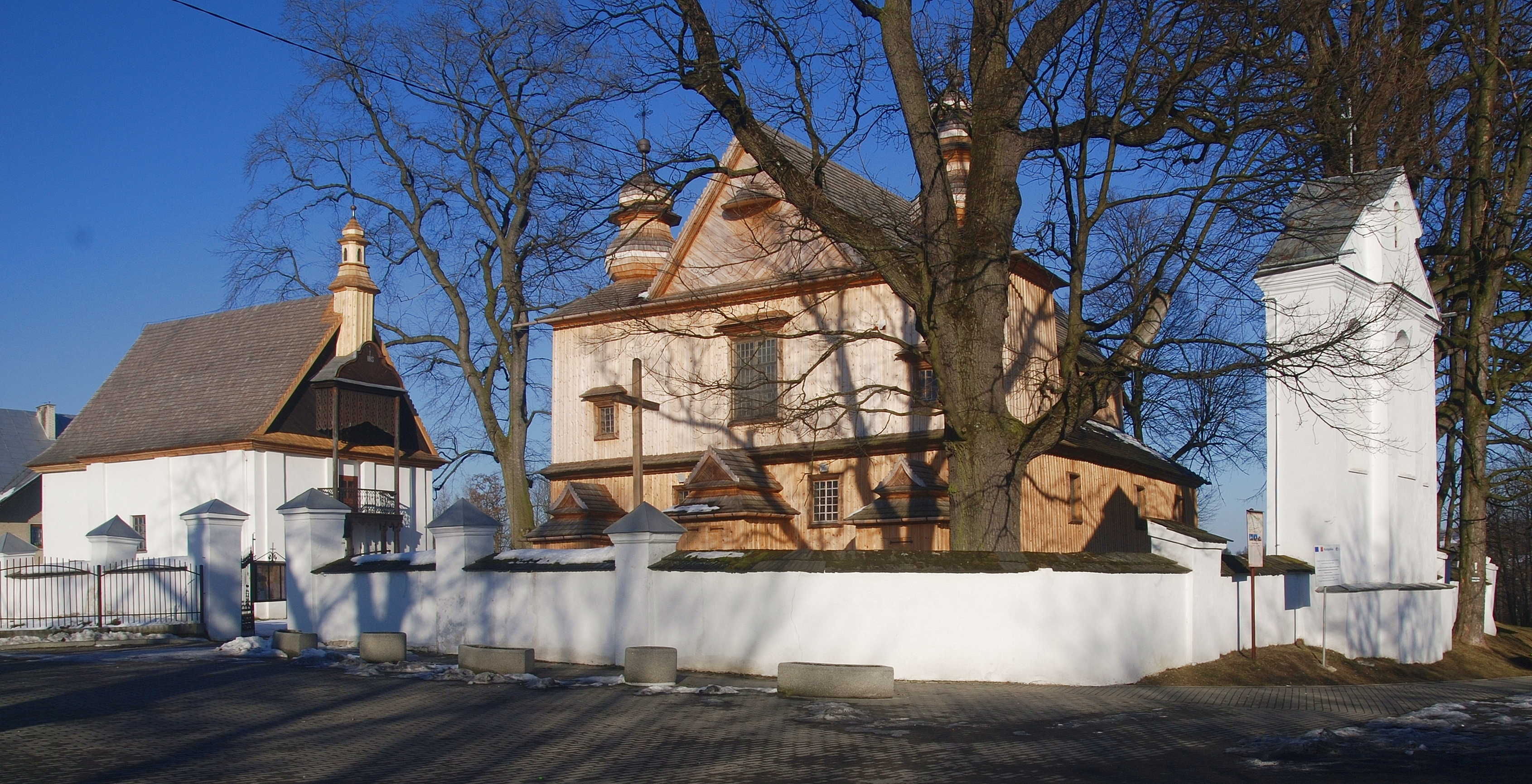
Widok ogólny
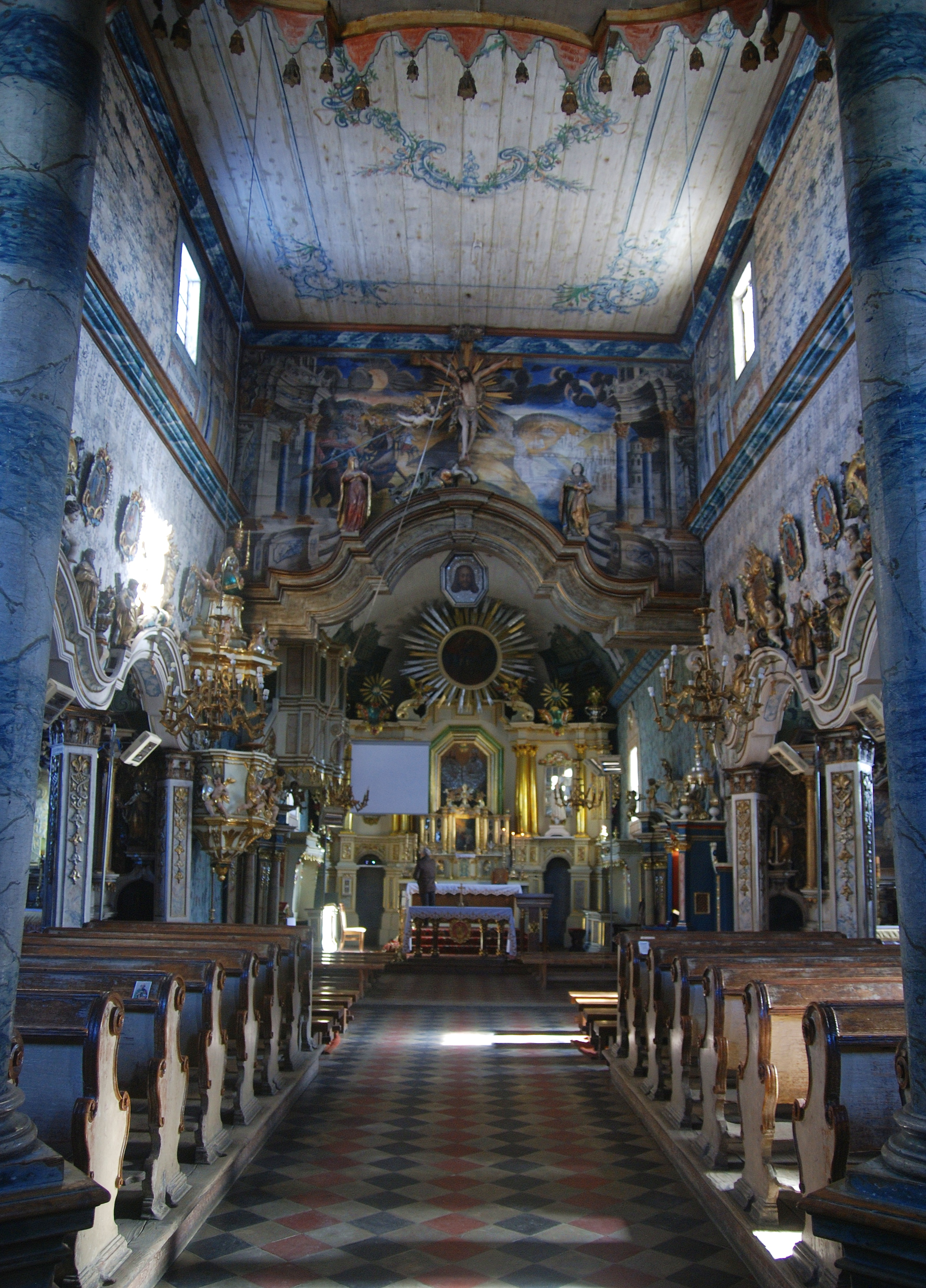
Wnętrze
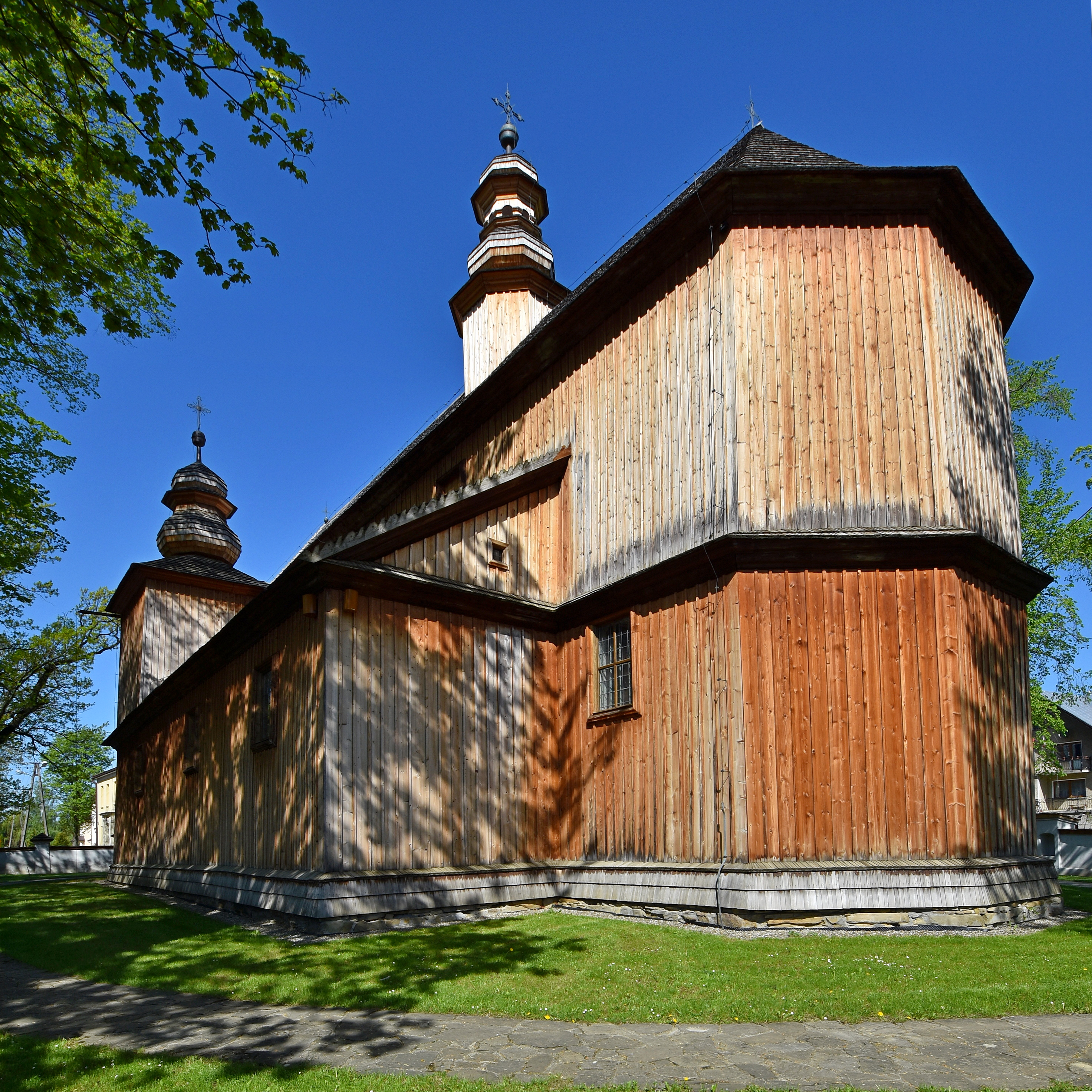
Widok od strony prezbiterium

## Architektura i wyposażenie
Kościół jest orientowany, konstrukcji zrębowej z drzewa jodłowego. Trójnawowy w układzie bazylikowym, do nawy głównej przylegają arkadami o falistym wykroju, wspartymi na słupach, niższe nawy boczne oświetlone własnymi oknami. Do trójbocznie zamkniętego prezbiterium tej samej szerokości co nawa główna dostawione są dwie zakrystie. Do korpusu nawowego od frontu przylegają trzy kruchty.
Dachy: nad nawą główną i prezbiterium dwuspadowy, przechodzący nad prezbiterium w wielopołaciowy, z ośmioboczną sygnaturką zwieńczoną hełmem z latarnią; nad nawami bocznymi pulpitowe; łamane nad kruchtami. Unikatowym elementem konstrukcyjnym są dostawione w zachodniej części nawy dwie zrębowe wieże z baniastymi hełmami, które z trójkątnym frontonem pomiędzy nimi tworzą jednolitą fasadę. Fronton ozdobiony jest XVIII-wieczną rzeźbą św. Michała Archanioła walczącego z szatanem w postaci smoka.
Wewnątrz w prezbiterium i nawie pozorne sklepienia kolebkowe, a strop płaski w nawach bocznych. Świątynię zdobi rokokowa polichromia z połowy XVIII wieku: na ścianach wielobarwne kompozycje kwiatowe, na sklepieniach sceny figuralne.
Wyposażenie kościoła bogate i jednolite w stylu pochodzi głównie z XVIII wieku. Główne jego elementy to:
- ołtarz główny i sześć ołtarzy bocznych: drewniane, późnobarokowe, kolumnowe z dekoracją rokokową; jeden boczny z otoczonym kultem obrazem św. Jana Kantego z około 1640 roku,
- chrzcielnica z czarnego marmuru,
- konfesjonały, ławki,
- ambona wraz z galeryjką kolatorską,
- obraz Veraicon pod belką tęczową (XVII wiek),
- chór muzyczny.

## Otoczenie kościoła
Obiekt otacza masywny kamienny mur, w obrębie którego stoi od północy barokowa kaplica Miłosierdzia Bożego z 1739 roku oraz od południa XIX-wieczna murowana dzwonnica parawanowa, w której wiszą trzy dzwony: mały o imieniu św. Jan Chrzciciel - 130 kg, średni św. Sebastian - 220 kg; oba odlane w odlewni dzwonów w Białej w 1947 z fundacji rodaka szalowskiego - ks. Sebastiana Jana Jerzaka oraz duży zabytkowy - 400 kg z roku 1701 z inskrypcją: ET VERBUM CARO FACTUM EST ET HABITAVIT IN NOBIS A.D. 1701.

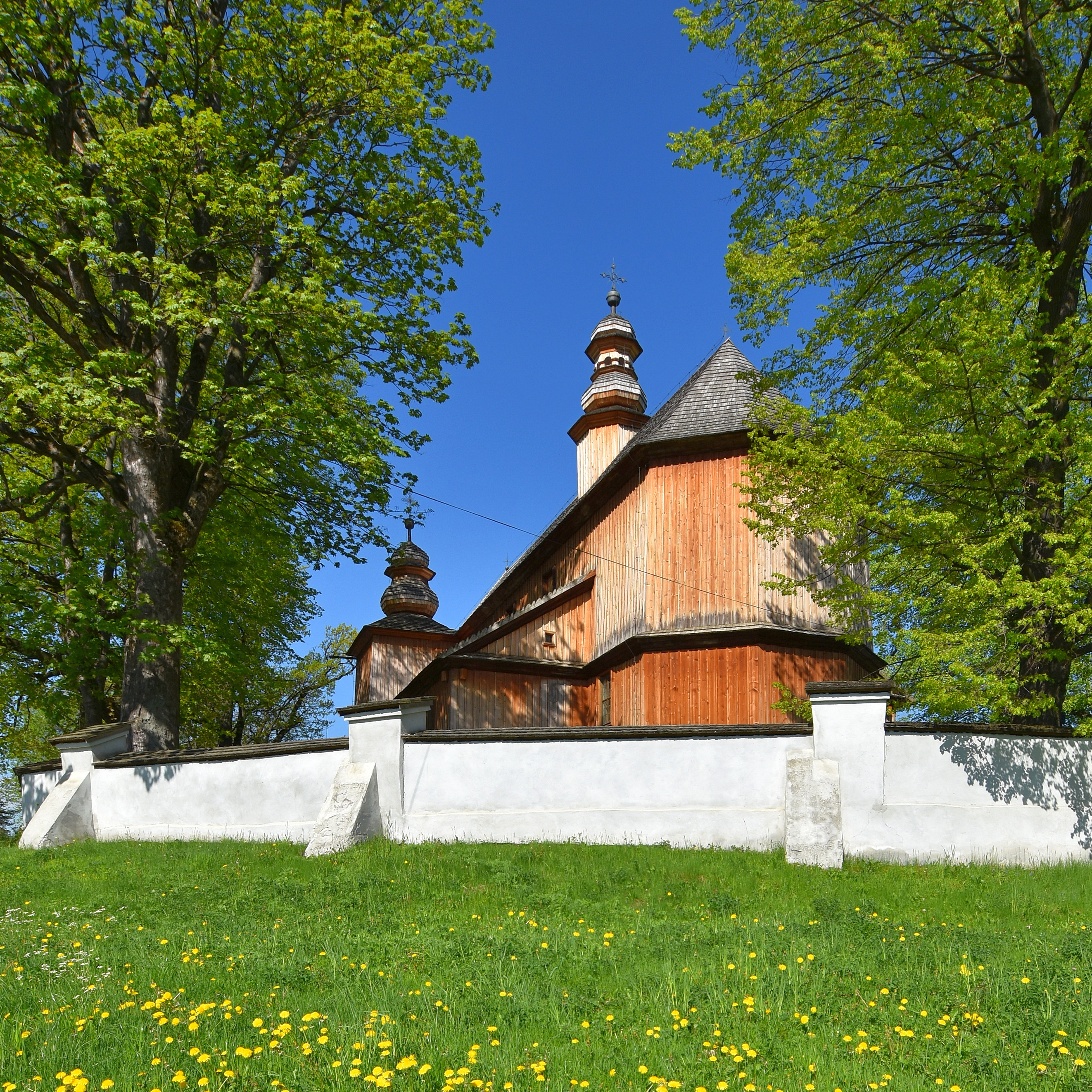
Kościół z otaczającym go murem
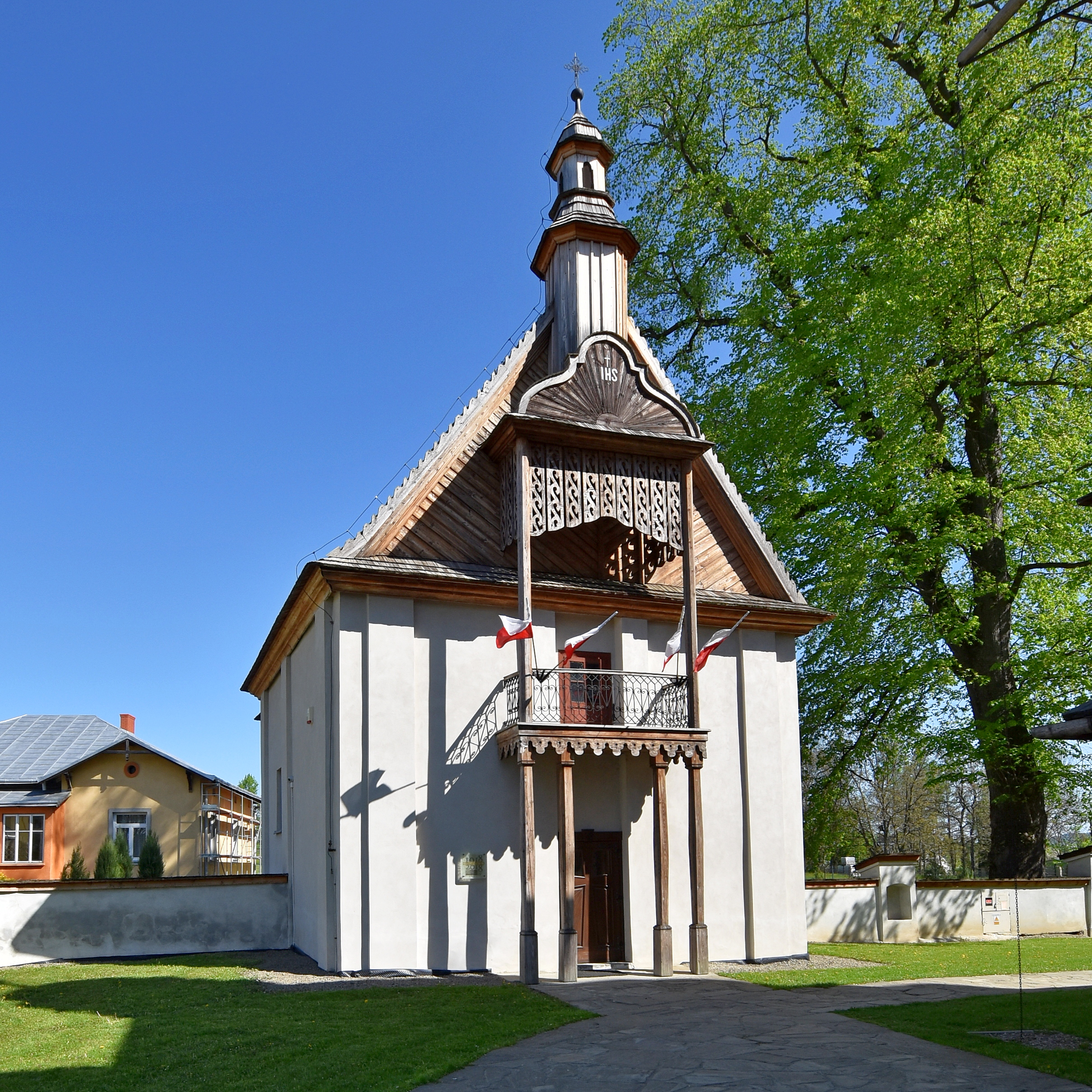
Kaplica Miłosierdzia Bożego przy kościele
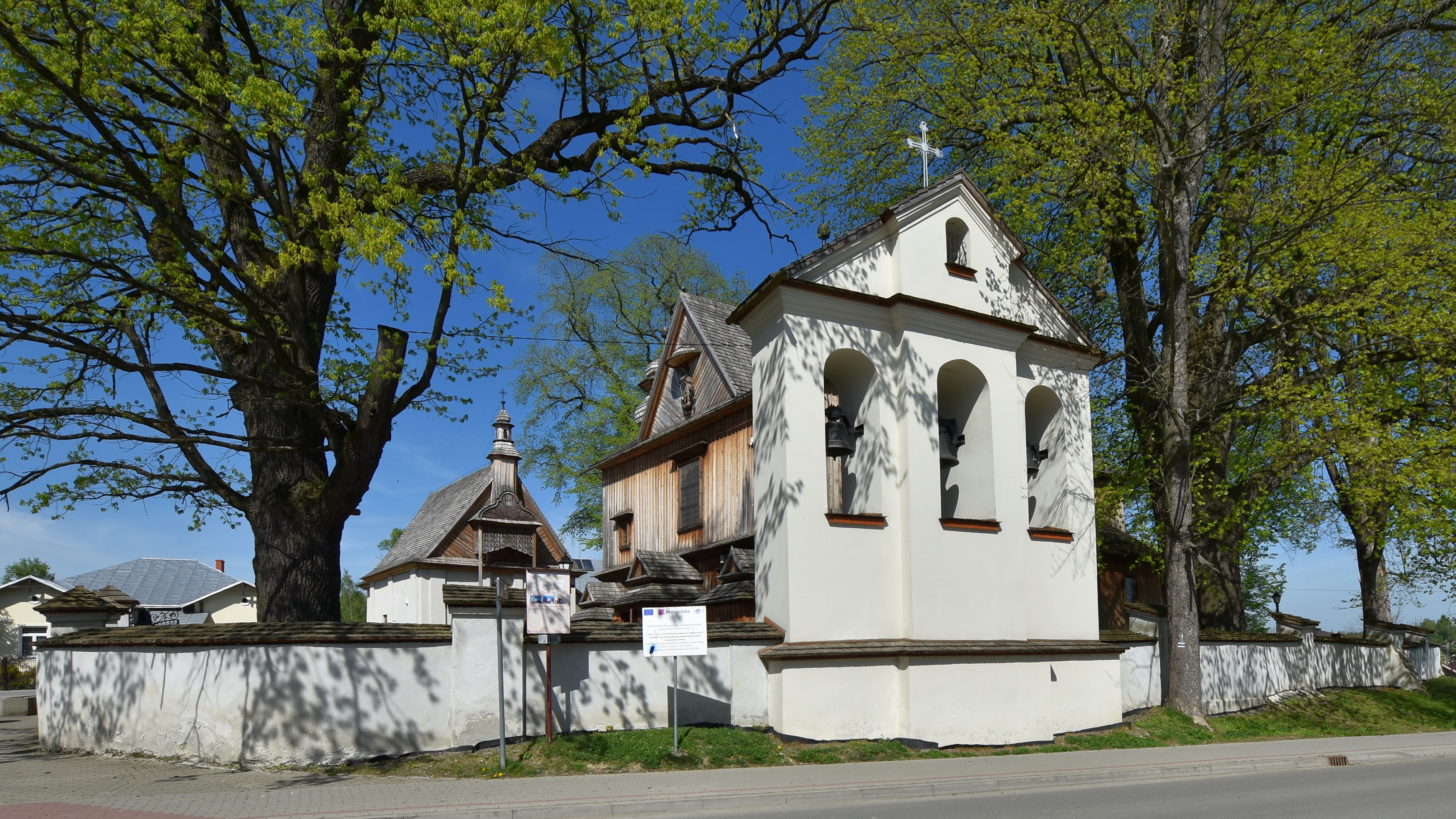
Dzwonnica przy kościele

## Lista światowego dziedzictwa UNESCO
W 2000 roku, budynek – wraz z kilkoma innymi kościołami drewnianymi z terenu Małopolski – został wytypowany do wpisania na listę światowego dziedzictwa UNESCO. Jednak w 2003 roku, ze względu na swą odrębność (pozostałe były gotyckie), nie został na tę listę wpisany.